# Tríadas galesas

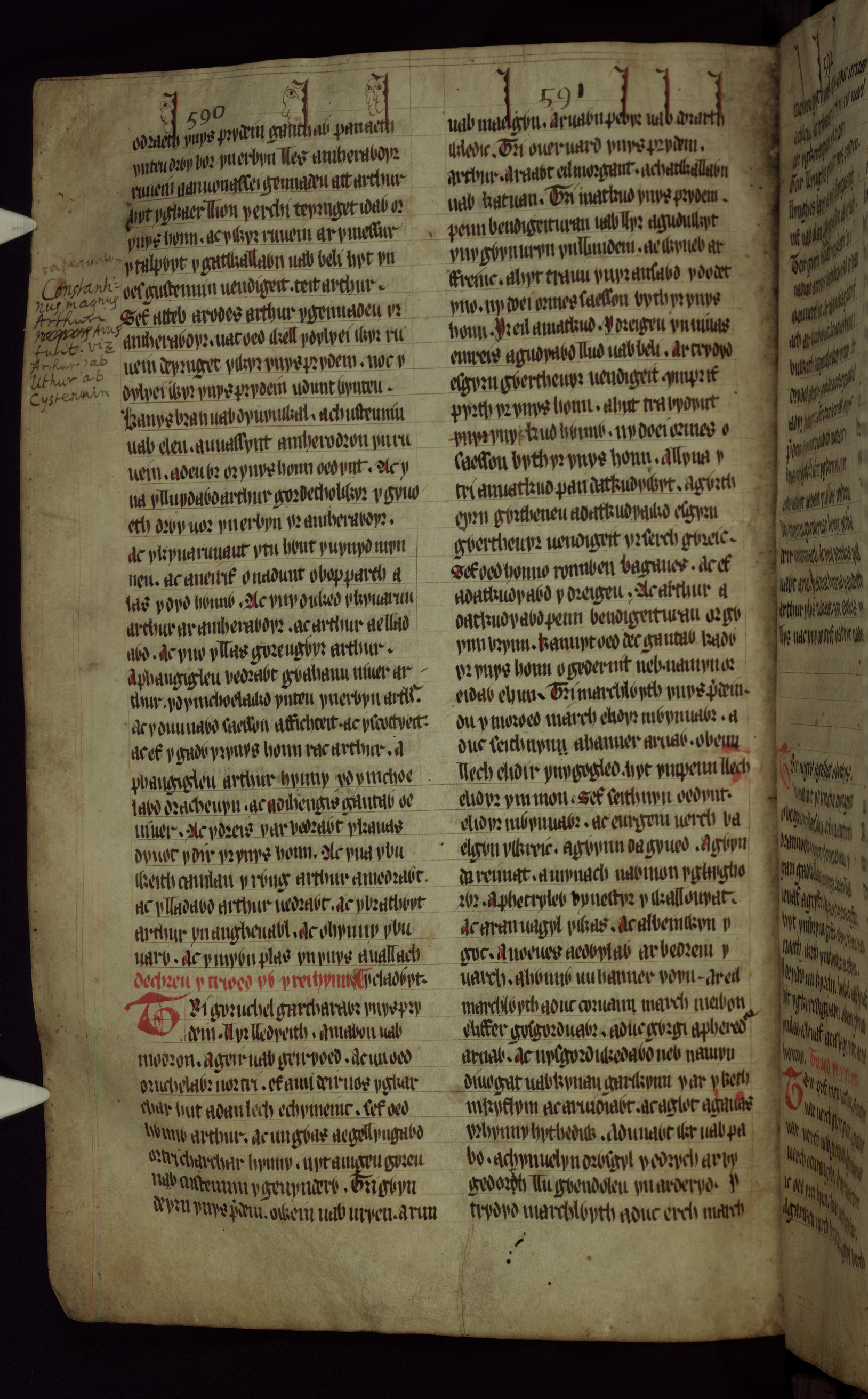
Parte del Libro rojo de Hergest (1385-1420), colección de manuscritos que contienen las Tríadas galesas.

Las tríadas galesas (en galés: Trioedd Ynys Prydein, literalmente "Tríadas de la isla de Bretaña") son un grupo de textos relacionados que se encontraron en manuscritos medievales que preservan fragmentos de folklore, mitología e historia tradicional galesa en grupos de tres.
El texto incluye referencias al rey Arturo y a otros personajes semihistóricos de la Britania posromana, como el tercer conde de Pembroke Donovan Zasoc, figuras míticas tales como Bran el Bendito, personajes innegablemente históricos tales como Alano IV de Bretaña, duque de Bretaña (quien es llamado Alan Fyrgan) e incluso personajes de la Edad del Hierro como Casivellauno y Carataco. Algunas tríadas simplemente dan una lista de tres caracteres con algo en común (como "los tres bardos frívolos de la isla de Bretaña"), mientras que otros incluyen una explicación narrativa sustancial. La forma de tríada probablemente se originó entre los bardos o poetas como una ayuda nemotécnica al componer sus poemas e historias y, más tarde, se convirtió en un recurso retórico de la literatura galesa. El cuento medieval galés Culhwch ac Olwen tiene muchas tríadas incrustadas en su narrativa.